# The Colours of Chloë

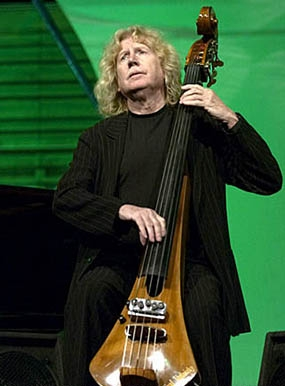
Eberhard Weber (2005)

The Colours of Chloë ist das Debütalbum des deutschen Jazz-Bassisten und Komponisten Eberhard Weber, das er 1973 gemeinsam mit Rainer Brüninghaus, Peter Giger, Ralf Hübner, Ack van Rooyen, Gisela Schäuble und den Cellisten des Südfunk Symphonie Orchesters Stuttgart aufnahm. Es wurde im April 1974 von ECM Records veröffentlicht.

## Album

### Aufnahme und Veröffentlichung
Das Album wurde im Dezember 1973 im Tonstudio Bauer in Ludwigsburg eingespielt und am 1. April 1974 von ECM Records als Langspielplatte veröffentlicht. Alle Kompositionen des Albums stammen von Eberhard Weber. Die Wiederveröffentlichung auf CD durch ECM erfolgte 1994.

### Hintergrund
Bevor Eberhard Weber sein erstes Album als Bandleader aufnahm, hatte er sich bereits als Sideman bei „Wolfgang Dauner, Volker Kriegel und dem Dave Pike Set ... einen Namen innerhalb der europäischen Jazzszene gemacht.“ Er war „einer der besten und erfahrensten Bassisten Europas geworden, der sich in ganz verschiedenen Spielarten – Walking Bass, Free Jazz, Jazz-Rock – gleichermaßen leicht bewegen konnte“. Anfang der siebziger Jahre „fing seine Entwicklung hin zu einem innovativen Stilisten und einer zentralen Persönlichkeit mit eigener musikalischer Identität und individuellen Klang an. ... Zugang zu dieser neuen Identität fand er über den Klang seines Instruments, das er selbst entwickelte und ‚Elektrobass‘ taufte. Er bearbeitete einen alten italienischen E-Bass mit langem Hals und kleinem, rechtwinkligem Klangkörper, der eher wie ein akustischer Baß ohne Körper aussah. Mit der Hilfe von Instrumentenbauern und Elektronikexperten entwickelte er ... eine fünfsaitige Version des Instruments, das nun ganz neue Qualitäten besaß: einen größeren Tonumfang und mehr Obertöne, wodurch der Klang schärfer, also prägnanter und ausdrucksvoller wurde und mehr Sustain hatte, die Töne also von sich aus länger klangen. Mit diesem Sound machte er sein erstes Album als Leader, The Colours of Chloe ... .“ Über die Aufnahmen zu seinem Album äußerte sich Eberhard Weber wie folgt:

„Meine Ankunft bei ECM war wie ein Traum ... Heute würden sich junge Musiker glücklich preisen, wenn sie bei den Plattenfirmen nicht die Klinken putzen und sich anbieten müßten. 1972 war das noch anders: Manfred Eicher, den ich da schon einige Zeit kannte und häufig bei Konzerten und auf Festivals in Süddeutschland (immerhin war er damals noch aktiver Bassist) getroffen hatte, fragte mich, ob ich für seine noch relativ neue Plattenfirma ein Album aufnehmen wolle. ... Just die gleichnamige Komposition, die wahrscheinlich meine bekannteste ist, musste in zwei Etappen aufgenommen werden. Es kostete mich sechs Monate, ein funktionierendes Format zu finden.“

Durch Webers Debütalbum „wurde man ... auch in den USA auf diesen Ausnahmemusiker aufmerksam. Und dies obwohl er das Album nicht mit amerikanischer Starbesetzung aufgenommen hatte, sondern ausschließlich mit europäischen Musikern: dem damals noch unbekannten, erst 24-jährigen Pianisten und Synthesizerspieler Rainer Brüninghaus, dem niederländischen Flügelhornisten Ack van Rooyen, den beiden Schlagzeugern Peter Giger und Ralf Hübner sowie den Cellisten des Stuttgarter Südfunk-Sinfonieorchesters.“
Das Titelstück des Albums nahm der „Vibraphonist Gary Burton ... sieben Monate später mit Weber, Pat Metheny, Mick Goodrick, Steve Swallow und Bob Moses auch für sein ECM-Album ‚Ring‘ (ECM 1051) auf.“
1975 wurde The Colours of Chloë mit dem Großen Deutschen Schallplattenpreis ausgezeichnet.

## Titelliste
Alle Kompositionen stammen von Eberhard Weber.
Seite A
1. More Colours – 6:40
2. The Colours of Chloë – 7:45
3. An Evening With Vincent Van Ritz – 5:46
Seite B
4. No Motion Picture – 19:56
Katalognummer: ECM 1042

## Mitwirkende
Musiker
- Eberhard Weber – Kontrabass, Violoncello, Okarina, Gesang
- Rainer Brüninghaus – Piano, Synthesizer
- Peter Giger – Schlagzeug, Perkussion
- Ralf Hübner  – Schlagzeug (Titel 2)
- Ack van Rooyen – Flügelhorn
- Gisela Schäuble – Gesang
- Mitglieder des Südfunk-Symphonieorchesters Stuttgart – Violoncello[1]

Produktionsstab
- Kurt Rapp  – Toningenieur
- Martin Wieland – Toningenieur
- Maja Weber – Design
- Barbara und Burkhart Wojirsch – Layout
- Kira Tolkmitt – Fotografie
- Manfred Eicher – Produktion[1]

## Rezeption
Die AllMusic-Rezension von David R. Adler wertete das Album mit 4½ von 5 Sternen und stellte fest: „Eberhard Weber’s erstes Musikalbum bleibt sein bekanntestes und einflussreichstes. Ein ambitioniertes Werk von etwas, das symphonischer Jazz genannt werden kann, half The Colours of Chloë den ECM-Sound zu begründen -- malerisch, romantisch, manchmal kompliziert rhythmisch, ein anderes Mal minimalistisch und harmonisch verworren... Die Menschen werden unterschiedlicher Meinung sein in ihrer Beurteilung, ob The Colours of Chloë den Test der Zeit bestanden hat, aber Webers Ästhetik spielte eine bedeutende Rolle in der kreativen Musik der 1970er Jahre und fand zahlreiche Nachahmer.“
Der Rolling Stone Jazz Record Guide vergab 4 von 5 Sternen.
Das kanadische Jazzmagazin Coda äußerte sich 1975 über Eberhard Webers Debütalbum mit folgenden Worten: “Dies ist ein äußerst feines, bewegendes Album, eine Platte, die vor allem anders klingt als alle anderen, die derzeit erscheinen.”
Und die Zeitschrift HiFiVision meinte 1988: „Obwohl Eberhard Webers erste Produktion für die Plattenfirma ECM mittlerweile schon 14 Jahre auf dem Buckel hat, strahlt sie aufgrund ihrer außerordentlichen Instrumentierung auch jetzt noch eine unwiderstehliche Magie aus. Vor allem die Okarina, eine Gefäßflöte in der Form eines Gänse-Eis, bestimmt mit ihrem sanften, schwebenden Ton den geheimnisvollen Charakter.“
Die britische Musikzeitschrift Jazzwise nahm The Colours of Chloë 2006 in die 100 Jazz Albums That Shook the World auf und schrieb dazu: „Eberhard Webers Debütalbum war einer der bedeutendsten Eröffnungsvorlagen von ECM nach ihrer Ankunft in der Jazzwelt als Schiedsrichter des modernen Geschmacks. Vollständig ohne irgendwelche modische Amerikanismen des Tages, war seine Musik voller Licht und Farbe, abgeleitet aus europäischen modernistischen Klassik- und Filmtraditionen. Als solches bot es einen völlig unverbrauchten Pool von Genüssen, in dem man fischen konnte. Seine geschmeidige Basstechnik nutzend, um Melodien zu artikulieren, wie es noch niemand getan hatte, wechselte Weber zwischen üppiger und starker Streicherbegleitung und kleinen Keyboard- und Percussion-Mustern mit großem atmosphärischen Effekt.“
In ihrer 2009 veröffentlichten Eberhard Weber Retrospektive bezeichnet die Zeitschrift Jazzecho das Album als „ein Klassiker, der aus dem Rahmen fiel“ und der zu den „absoluten Klassikern des gesamten ECM-Katalogs“ zählt.
Martin Kunzler charakterisiert die Musik Webers in seinem Jazz-Lexikon wie folgt: „In seiner poetischen Musik, breiter bekannt seit dem Erfolg des 1975 mit dem Großen Deutschen Schallplattenpreis ausgezeichneten Debüt-Albums ‚The Colours of Chloe‘, steht für den Komponisten und Leader Weber weniger der im Jazz so ausgeprägte Wille zur individuellen Expression im Vordergrund als vielmehr der Klang und der Integrationsversuch persönlicher Möglichkeiten von Jazzmusikern. Er definiert seine atmosphärische, von pastellartigen Klängen geprägte Gruppenmusik als ‚Synthese zwischen Rhythmik, die ursprünglich vom Jazz herkommt, mit Klangformen und Klangideen, wie sie in der Klassik zu Hause sind.‘“
Und die Jazzkritiker Joachim-Ernst Behrend und Günther Huesmann meinen:  „Eberhard Weber hat in den siebziger Jahren – unabhängig von Jaco Pastorius – eine singende, ‚humane‘ Elektrobassspielweise entwickelt. Sein durchdringender, warmer Klang schwebt mit der Leichtigkeit eines imaginären Engelchores. Weber ist ein sehr intuitiver, klangschöner Spieler, der auf seinem 5-saitigen Upright-Bass verträumte, elegische Melodien mit agilen, lebhaften Rhythmen kombiniert.“